# IC 122
IC 122 ist eine linsenförmige Galaxie vom Hubble-Typ S0 im Sternbild Walfisch am Südsternhimmel. 
Entdeckt wurde das Objekt am 5. Dezember 1891 vom französischen Astronomen Stéphane Javelle.